# 록펠러가
록펠러가(Rockefeller family)는 세계에서 가장 큰 재산 중 하나를 소유한 미국의 산업, 정치, 은행 가문이다. 이 재산은 19세기 말과 20세기 초에 존 D. 록펠러와 윌리엄 A. 록펠러 주니어 형제에 의해 미국 석유 산업에서 이루어졌으며, 주로 스탠다드 오일(엑손모빌과 셰브론 코퍼레이션의 전신)을 통해 이루어졌다. 이 가문은 체이스 맨해튼 은행과 오랜 연관성을 가지고 있었으며, 1987년까지 록펠러 가문은 미국 역사상 가장 강력한 가문 중 하나로 여겨졌다.
록펠러 가문은 독일 라인란트에서 기원했으며, 가족 구성원들은 18세기 초에 아메리카로 이주했다. 엘리자 데이비슨을 통해 뉴저지 미들섹스 카운티에 가족 뿌리를 둔 존 D. 록펠러와 윌리엄 A. 록펠러 주니어와 그 후손들도 스코틀랜드계 아일랜드 혈통이다.